# Extraction dentaire

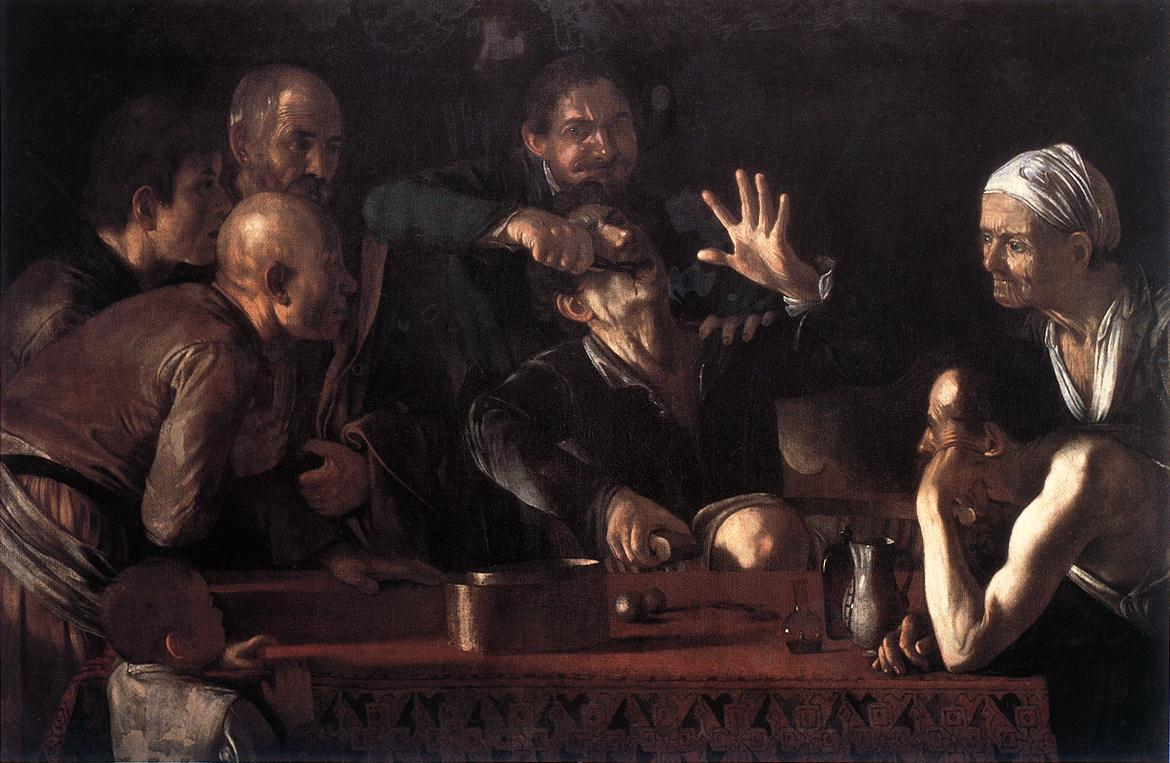
Tableau L'Arracheur de dents (1608-1610) par Le Caravage.

Une extraction dentaire est l'enlèvement d'une dent de la bouche. Les extractions peuvent être conseillées pour plusieurs raisons. La principale est la carie dentaire qui a détruit assez de structure de la dent pour ne plus pouvoir restaurer celle-ci. Les dents incluses, dont les dents de sagesse sont aussi extraites de façon routinière.

## Types d’extractions

### Simple
L'extraction simple (exodontie) est un acte chirurgical qui consiste à pratiquer l'avulsion d'un organe dentaire sans anomalies de structures, de formes et de positions avec un contexte local et général non susceptible de compliquer la réalisation de l'acte. Le dentiste fait bouger la dent avec un davier, sous anesthésie locale, puis retire la dent. Les étapes:
1. L'installation du patient, de l'opérateur, du champ opératoire et de l'aide optique, de l'aspiration chirurgicale et pour finir, la désinfection orale et péri-orale.
2. La syndesmotomie consiste à enlever toutes les attaches épithéliales et conjonctives de la dent. Section de la sertissure gingivale. On fait ça avec un syndesmotome qui est un instrument légèrement tranchant qui va déchirer ou sectionner l'attache. Différents types de syndesmotomes : syndesmotome de Bernard, le chompret droit, le chompret faucille. Il se tiennent comme un porte plume.
3. La subluxation consiste à mobiliser la dent après syndesmotomie. L'objectif est d’insérer la partie active de l'élévateur entre la dent et l'os alvéolaire pour bouger la dent. Les élévateurs eux seront empaumés car ce sont des instruments puissants, avec un manche épais donc il faut être précis et prudent. Ils sont asymétriques donc il faudra toujours deux instruments, un droit et un gauche. Pour le maxillaire supérieur, on utilisera des élévateurs droits (de Roy = secteur antérieur, de Pont = de référence car polyvalent) et à la mandibule, on utilisera des élévateurs coudés (de Flohr = pairs [mésial et distal] et symétriques). Quand on cherche à luxer une dent, on cherche une composante vestibulo-linguale, avec un mouvement vestibulaire qui doit être plus accentué.
4. Luxation et avulsion : c'est la cueillette de l'organe dentaire. Pour cela on va utiliser un davier qui va saisir solidement la dent, participe à la luxation et termine l'avulsion. Des bulles apparaissant lors du mouvement prouvent que la dent est bien luxée (l'air est passé). Les mouvements à imprimer avec le davier vont être variables selon le type de dents (respecter l'anatomie des racines) :
  - Si la dent est vestibulo-linguale, il est nécessaire de faire des mouvements vestibulo-linguaux. C'est le cas des molaires, des prémolaires maxillaires qui ont deux racines, incisives centrales qui sont aplaties dans le sens mésio-distale.
  - Si la dents est ronde, il est nécessaire de faire des mouvements de rotation en plus des mouvements vestibulo-linguaux. Que sur prémolaire mandibulaire et sur canines.
5. À la fin on exercera une traction verticale pour la cueillette.

Étapes d'une extraction simple

### Chirurgicale

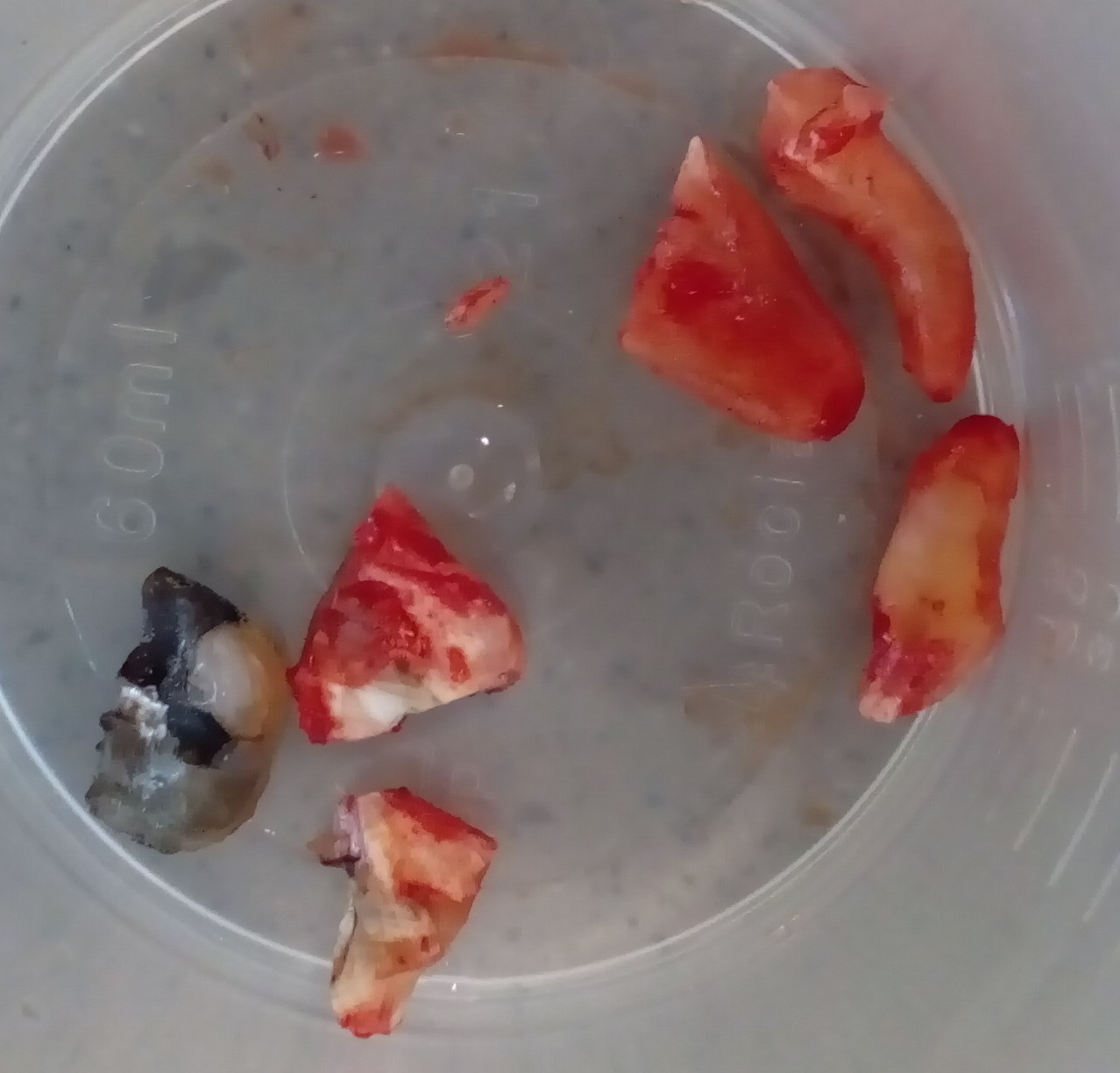

Les extractions chirurgicales (odontectomies) impliquent les dents qui ne sont pas d’accès facile, qui ont les racines très courbées ou qui sont considérablement détruites par la carie. Le dentiste dégage la gencive autour de la dent ainsi que du tissu osseux. La dent peut être séparée en plusieurs morceaux avant l’extraction et des points de suture maintiennent l’intégrité de la gencive durant la guérison.

## Complications possibles
- Infection : le dentiste peut prescrire un antibiotique au besoin[1].
- Saignement prolongé : chez le sujet sain le saignement s’arrête 3 à 4 minutes après l’extraction, mais des écoulements ou des suintements de sang peuvent survenir pendant 48 heures. Le saignement peut être contrôlé en mettant une gaze de coton sur le site de l’extraction et en fermant la bouche pour créer une pression. Un sachet de thé mouillé peut aussi remplacer le coton puisque l'acide tannique contenu dans le thé aide la formation du caillot[2]. Il faut éviter de cracher ou de rincer pendant les 24 premières heures afin de ne pas déloger le caillot et causer une alvéolite. La recherche d'antécédents hémorragiques personnels ou familiaux, ainsi que des traitements agissant sur l'hémostase sont à rechercher avant toute extraction dentaire.
- Douleur : il peut y avoir de la douleur pendant quelques jours : il faut alors prendre les analgésiques que le dentiste a prescrits ou qu’il a conseillé de prendre.
- Œdème : si l’extraction a été compliquée, il peut y avoir un gonflement du visage voire un changement de couleur sur la peau.
- Alvéolite : à la suite de l’extraction d’une dent, avec mouvements d'écrasement osseux ou de brûlure (fraise mal refroidie) l'os alvéolaire peut se trouver blessé créant une alvéolite. Cette situation se caractérise par une douleur intense, un mauvais goût dans la bouche et parfois une difficulté à ouvrir la bouche. Elle est accentuée par le tabagisme. L’alvéolite est une situation temporaire qui dure quelques jours et peut être atténuée par le dentiste en y apposant une mèche imbibée d’eugénol.
- Paresthésie : très rarement, durant l’extraction dentaire, le nerf est touché, causant une perte de sensibilité qui arrive surtout au niveau de la langue ou des dents inférieures. La paresthésie survient surtout lors de l’extraction des dents de sagesse. La perte de sensibilité est rare et généralement temporaire, bien qu’exceptionnellement elle puisse être permanente.